# Agrotis luzonensis
Agrotis luzonensis är en fjärilsart som beskrevs av Alfred Ernest Wileman och South 1920. Agrotis luzonensis ingår i släktet Agrotis och familjen nattflyn. Inga underarter finns listade i Catalogue of Life.